# Yockie Suryoprayogo
Yockie Suryoprayogo (ur. 14 września 1954 w Demak, zm. 5 lutego 2018) – indonezyjski muzyk, aranżer, kompozytor i klawiszowiec. W trakcie swojej kariery był związany z formacjami God Bless i Kantata Takwa.
Jest autorem takich utworów jak „Kesaksian”, „Kehidupan”, „Jurang Pemisah”, „Pelangi” i „Maret 1989”. Lokalne wydanie magazynu „Rolling Stone” umieściło „Kesaksian” i „Kehidupan” wśród 100 indonezyjskich utworów wszech czasów (kolejno na pozycjach 8. i 82.).
Współpracował przy nagrywaniu ścieżki dźwiękowej do filmu Badai Pasti Berlalu.